# Ben Hackworth
Ben Hackworth (* 12. Juli 1977 in Brisbane, Australien) ist ein australischer Filmregisseur und Drehbuchautor, der durch Kinofilme wie Corroboree oder Celeste internationale Bekanntheit erlangte.

## Leben und Karriere
Der 1977 in Brisbane geborene Ben Hackworth ist der jüngste Sohn von Oberst David Haskell Hackworth. Seit 2001 ist er im Filmgeschäft in verschiedenen Funktionen tätig. Unter anderem als Regisseur, Drehbuchautor oder Produzent, am Anfang noch für Kurzfilme wie Martin Four oder Violet Lives Upstairs, seit 2007 auch für die große Leinwand.
2007 inszenierte Hackworth mit seinem australischen Mystery-Drama Corroboree seine erste eigene Spielfilmproduktion in der Besetzung Conor O’Hanlon, Rebecca Frith und Natasha Herbert. Im Jahr 2018 entstand unter seiner Regie das romantische Drama Celeste mit Radha Mitchell, Thomas Cocquerel und Nadine Garner in den Hauptrollen, das bei zahlreichen Festivals nominiert wurde. Unter anderem mit einer Panavision-Spirit-Award-Nominierung in der Kategorie Independent Cinema beim Santa Barbara International Film Festival.

## Auszeichnungen
- 2018: International-Feature-Award-Nominierung in der Kategorie Best Feature beim Adelaide Film Festival für den Spielfilm Celeste
- 2018: Jury-Prize-Nominierung in der Kategorie Best International Feature Film beim Fabrique Du Cinéma Awards für den Spielfilm Celeste
- 2019: Grand-Jury-Prize-Nominierung in der Kategorie Bridgestone Narrative Feature Competition beim Nashville Film Festival für den Spielfilm Celeste
- 2019: Tarkovsky-Award-Nominierung in der Kategorie Best Director beim Blow-Up Chicago International Arthouse Film Fest für den Spielfilm Celeste
- 2019: Panavision-Spirit-Award-Nominierung in der Kategorie Independent Cinema beim Santa Barbara International Film Festival für den Spielfilm Celeste
- 2019: Jury Prize in der Kategorie Best Fiction Feature beim Festival Internacional De Cine De Autor für den Spielfilm Celeste

## Filmografie (Auswahl)

### Als Regisseur
- 2001: Martin Four (Kurzfilm)
- 2001: Murder Landscapes (Kurzfilm)
- 2002: Half Sister (Kurzfilm)
- 2003: Violet Lives Upstairs (Kurzfilm)
- 2007: Corroboree
- 2018: Celeste

### Als Drehbuchautor
- 2001: Martin Four (Kurzfilm)
- 2001: Murder Landscapes (Kurzfilm)
- 2002: Half Sister (Kurzfilm)
- 2003: Violet Lives Upstairs (Kurzfilm)
- 2007: Corroboree
- 2018: Celeste

### Als Produzent
- 2001: Martin Four (Kurzfilm)
- 2001: Murder Landscapes (Kurzfilm)
- 2002: Half Sister (Kurzfilm)

### Als Editor
- 2001: Martin Four (Kurzfilm)